# Ipueiras (Ceará)
Ipueiras é um município brasileiro do estado do Ceará, localizado na Mesorregião do Noroeste Cearense e na Microrregião de Ipu. A população do município é de 36.751 habitantes segundo o IBGE.

## Etimologia
O topônimo Ipueiras vem do tupi y (água), pûera (que já foi e não é mais). Silveira Bueno, confirma esta versão: rio que corria e já não corre. Assim é o rio Jatobá, o rio de Ipueiras, seco na maior parte do ano, mas na época das chuvas, quando enche, vira um espetáculo.
Sua denominação original era Fazenda Ipueiras e, desde 1883, Ipueiras.

## História

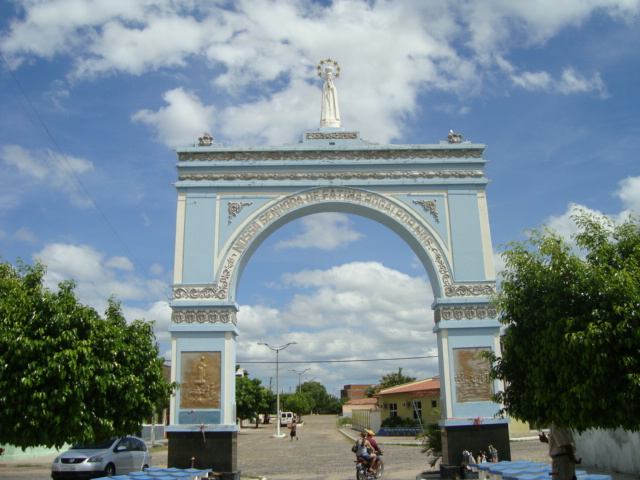
Arco em honra pela passagem, em 1953, da imagem peregrina milagrosa de Maria

O atual território de Ipueiras, localizado no lado sul da Chapada da Ibiapaba na divisa com as terras do Sertão de Crateús, era habitados por nações indígenas como os Tupi (Tabajara, Tupinambá) e Tapuia (Calabaça, Carariju, Kariri, Inhamun, Karati, Jaburu, Javanbé).
Com a expansão da pecuária no ciclo da carne de charque, surge nesta região fazendas de gado, com diversos conflitos entres indígenas e fazendeiros; e entre fazendeiros da região dos sertões do Sertão de Crateús. Deste núcleo agropecuário surge Ipueiras como centro urbano.

## Geografia

### Clima
Tropical quente semi-árido brando com pluviometria média de 93 mm com chuvas concentradas de janeiro a abril.

### Hidrografia e recursos hídricos
As principais fontes de água são os rios Diamante e Jatobá; os riachos do Mel, da Tapera do Pequizeiro e do Góes. O açude de maior  porte é o açude Jatobá.

### Relevo e solos
Localizado no lado sul da Chapada da Ibiapaba na divisa com os sertões dos Sertão de Crateús, as principais elevações situam-se na Serra da Ibiapaba.

### Vegetação
A vegetação da região faz parte da flora da Chapada da Ibiapaba, que possui a caatinga como predominante  e o cerrado. A caatinga é constituída basicamente de árvores a arbustos espinhentos, que perdem as folhas na estação seca, de plantas suculentas espinhosas e de plantas herbáceas que desenvolvem-se depois das chuvas.

### Fauna
A fauna possui animais como o mocó, o macaco-prego, o mico-estrela,o preá e a cotia.

### Subdivisão
O município é dividido em 13 distritos: Ipueiras (sede), São José, Alazans, América, Balseiros, Gázea, Engenheiro João Tomé (Charito), Livramento, Matriz de São Gonçalo, Nova Fátima, São José de Lontras, Barrocas e Nova Graça.

## Economia

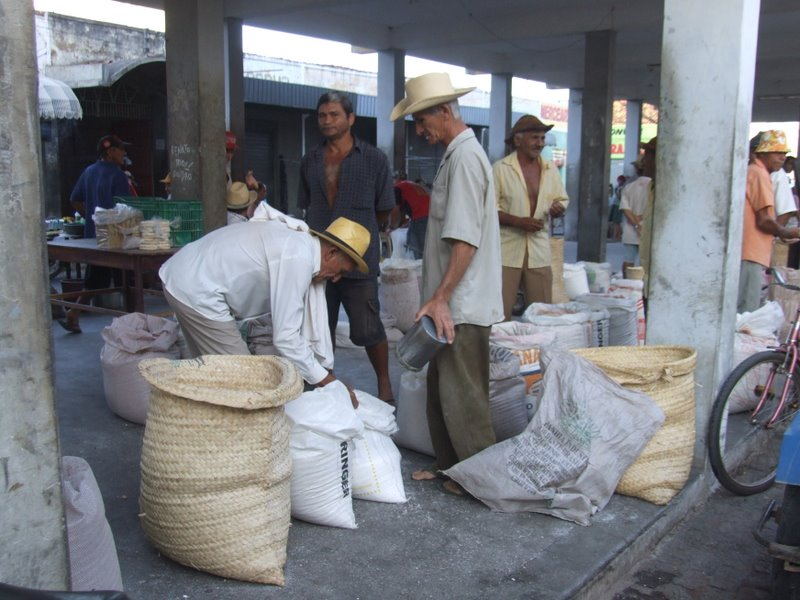
Feira de grãos

A economia é baseada na agricultura: algodão arbóreo e herbáceo, banana, mamona, milho e feijão; e na pecuária: bovinos, suínos e avícola.
Existem nove indústrias, sendo cinco de bebidas, duas de madeira, uma de produtos alimentares e uma de vestuário, calçados e artigos de tecidos, couro e peles.

## Cultura
É a terra natal do escritor Gerardo Mello Mourão.
O principais eventos culturais são:
- Romaria a Nossa Senhora de Fátima (13 de Maio)
- Dia do Evangelho - 23 de julho. Comemorado pelas igrejas evangélicas da cidade.
- Festa da padroeira Nossa Senhora da Conceição (Dezembro)
- Aniversário da cidade (25 de Outubro)
- Semana do Município (Sempre na semana do dia 25 de outubro)
- São João de Ipueiras (Julho)

## Política
Lista de administradores do município:[carece de fontes?]
- Joaquim Rodrigues Moreira (1914 a 1920);
- Gregório Euclides Martins (1921 a 1922);
- Francisco Das Chagas Fales (1932);
- Hermógenes Rodrigues Moreira (1935);
- Juarez Pompeu de Sousa Catunda (1935 a 1936);
- Raimundo Soares Mourão (1936);
- José Bento de Oliveira Fontenele (1937 a 1939);
- Raul Catunda Fontenele (1939 a 1945);
- Olavo Moreira Catunda (1947);
- Edmundo Bezerra de Medeiros (1947 a 1948);
- Pedro Martins Aragão (1948 a 1950);
- Raimundo Mourão e Melo (1950 a 1951);
- Sebastião Gomes de Matos (1951 a 1955);
- Alexandre Neton Mourão (1955 a 1957);
- Francisco Correia Lima (1957 a 1958);
- Francisco Soares Mourão (1959 a 1960);
- Antônio Moacir Mourão e Melo (1961 a 1962);
- Pedro Martins Aragão (1963 a 1964);
- Manoel Cavalcante Dias (1967 a 1970);
- Pedro Lopes Soares (1971 a 1972);
- Gonçalo Rodrigues de Pinho (1973 a 1976);
- Gonçalo Erasmo de Medeiros (1977 a 1982);
- Manoel Cavalcante Dias (1983 a 1988);
- Apolônio Camelo Lima (1989 a 1992);
- José Flávio Morais Mourão (1993 a 1996);
- Francisco Souto Vasconcelos, o "Titico" (1997 a 2004);
- Raimundo Melo Sampaio, o "Neném do Cazuza" (2005 a 2012);
- Raimundo Nonato de Oliveira (2013 a 2016);
- Raimundo Melo Sampaio, o "Neném do Cazuza" (2017 a 2020);
- Francisco Souto de Vasconcelos Júnior, o "Júnior do Titico" (2021 a 2028).